# Kruna (film)
Gamayun (radni naslov: Kruna) je nadolazeći srpski film iz 2025. godine u režiji Vasilija Nikitovića.
Premijera filma je planirana tokom 2025. godine.
S filmom nastaje istoimena serija u 12 epizoda koja će se emitovati na Superstar TV.

## Radnja
Kruna, muzička bajka sa elementima trilera, prati život četvoro muzički nadarenih vršnjaka koji osamdesetih godina beže iz doma za nezbrinutu decu, jer im uprava ne dozvoljava da pevaju i sviraju. Kada se upuste u nepoznato, upoznaće Romana – kralja muzike, koji će im promeniti živote… Mnogo godina kasnije, doći će na prag velike slave i popularnosti, a njihovi zaveti iz detinjstva biće zaboravljeni. Svaki uspeh sličan je jedan drugom, ali je svačiji pad priča za sebe. U dramatičnom finalu u pokušaju da spasu šta se spasti može, shvatiće da – sve što im je ostalo – jeste ono što su bili jedni drugima.

## Uloge
| Glumac               | Uloga |
| -------------------- | ----- |
| Dragan Jovanović     |       |
| Sonja Kolačarić      |       |
| Nikola Vujović       |       |
| Srđan Žika Todorović |       |
| Vanja Ejdus          |       |
| Gordan Kičić         |       |
| Goran Bregović       |       |
| Antonije Pušić       |       |
| Jana Milić           |       |
| Nada Macanković      |       |
| Vuk Kostić           |       |
| Nenad Stojmenović    |       |
| Nikola Pejaković     |       |
| Vahid Džanković      |       |
| Iva Štrljić          |       |
| Radoje Čupić         |       |
| Petar Zekavica       |       |
| Igor Bencina         |       |
| Gavrilo Ivankovic    |       |
| Branko Vidakovic     |       |
| Sergej Trifunovic    |       |
| Andrija Kuzmanovic   |       |
| Stefan Bundalo       |       |
| Rajko Orlic          |       |
| Sasa Ali             |       |
| Branislav Zeremski   |       |
| Petar Vasiljevic     |       |
| Lako Nikolic         |       |
| Marta Milosavljevic  |       |
| Zvonko Mitrovic      |       |
| Jovan Petrovic       |       |
| Milos Rusitovic      |       |
| Todor Jovanovic      |       |
| Ljubomir Nikolic     |       |
| Milos Andjelkovic    |       |

## Spoljašnje veze
- Kruna na stranici IMDb